# 天主教盧布爾雅那總教區
天主教盧布爾雅那總教區（拉丁語：Archidioecesis Labacensis）是羅馬天主教在斯洛文尼亞的一個教省總教區。下轄兩個教區。
2011年，有561,600名教友，估轄區總人口72.7%，有234個堂區、431名司鐸、21名終身執事、179名修士、380名修女。教區總主教是斯洛文尼亞首席主教。現任總主教為斯坦尼·佐尔。
成立於1461年12月6日，1787年3月8日升為總教區。1807年8月19日降格。1961年12月30日再次升為總教區。